# Amazing (canción de Alex Lloyd)
«Amazing» es una canción interpretada por el cantautor australiano Alex Lloyd. Fue lanzada el 17 de septiembre de 2001 como el segundo sencillo de su segundo álbum de estudio, Watching Angels Mend.

## Video musical
El videoclip de la canción fue filmado en Southern Highlands en Nueva Gales del Sur. Presenta a una colegiala llamada Sarah que vive en el año 1976. Un día, mientras viaja a la escuela en autobús, Sarah se da cuenta de que un joven camina cerca de la carretera. Desesperada, decide faltar a la escuela y tener su propia libertad, incluyendo escribir su nombre en un baño local, remar en un bote, hacer dibujos y caminar por las calles de su ciudad local. Desafortunadamente, las posibilidades de libertad de Sarah se vieron truncadas cuando su madre la sorprendió en una biblioteca. Al final, Sarah vuelve a ponerse el uniforme al día siguiente y espera un autobús para llegar a la escuela.

## Galardones
«Amazing» ocupó el puesto número uno en Triple J Hottest 100 de 2001, la encuesta musical anual más grande de Australia. El 22 de enero de 2022, Tyler Jenke clasificó la canción en el puesto número 24 en su lista de “cada uno de los 100 mejores ganadores de Triple J, clasificados”, y la describió como “una de las canciones pop-rock más pegadizas y memorables del año”. En los ARIA Music Awards de 2002, la canción fue nominada a Sencillo del Año y Sencillo Más Vendido, perdiendo en ambos frente a «Can't Get You Out of My Head» de Kylie Minogue. En los APRA Music Awards de 2002 la canción ganó el premio “Canción del Año”. En enero de 2018, como parte de Ozzest 100 de Triple M , las canciones más australianas de todos los tiempos, «Amazing» ocupó el puesto número 80.

## Lista de canciones
| Australian CD single |                                  |          |  |
| N.º                  | Título                           | Duración |  |
| 1.                   | «Amazing»                        | 3:24     |  |
| 2.                   | «Downtown»                       | 4:46     |  |
| 3.                   | «My Way Home» (XFM Live Session) | 4:20     |  |
| 4.                   | «What a Year» (XFM Live Session) | 4:01     |  |

## Posicionamiento

### Gráfica semanal
| Gráfica (2001–2002)               | Pico de posición |
| --------------------------------- | ---------------- |
| Australia (ARIA Charts)           | 14               |
| Nueva Zelanda (Recorded Music NZ) | 1                |
| Países Bajos (Single Top 100)     | 91               |

### Gráfica de fin de año
| Gráfica (2001)          | Pico de posición |
| ----------------------- | ---------------- |
| Australia (ARIA Charts) | 71               |

| Gráfica (2002)                    | Pico de posición |
| --------------------------------- | ---------------- |
| Nueva Zelanda (Recorded Music NZ) | 10               |

## Certificaciones y ventas
| País             | Certificación | Ventas |
| ---------------- | ------------- | ------ |
| Australia (ARIA) | Oro           | 35,000 |

## Historial de lanzamientos
| Región         | Fecha                    | Formato        | Discográfica | Ref.   |
| -------------- | ------------------------ | -------------- | ------------ | ------ |
| Australia      | 17 de septiembre de 2001 | CD             | EMI          | [ 14 ] |
| Estados Unidos | 24 de junio de 2002      | Radio Triple A | Nettwerk     | [ 15 ] |